# Arte relazionale
L'Arte di relazione, più nota come Arte relazionale (o anche come Arte socialmente impegnata, Community Based Art, Arte partecipativa), è una forma d'arte contemporanea che si sviluppa attorno alla metà degli anni novanta e prevede la partecipazione del pubblico alla costruzione o alla definizione dell'opera di cui è partecipe.
Si tratta di un'arte delle spiccate caratteristiche politiche e sociali al cui centro gravita la visione dell'uomo come animale anzitutto creativo.
L'artista relazionale, abbandonando la produzione di manufatti, si adopera per creare dispositivi in grado di attivare la creatività del pubblico trasformando l'opera d'arte in un luogo di dialogo, confronto e, appunto, di relazione in cui perde importanza l'opera finale e assume centralità il processo, la scoperta dell'altro, l'incontro.
Il primo esempio italiano di rilievo si incontra agli inizi degli anni Ottanta, precisamente nel 1981, con la straordinaria performance di Legarsi alla montagna dell'artista Maria Lai, e successivamente con fine degli anni ottanta con le ricerche e le azioni del Gruppo di Piombino, Salvatore Falci, Stefano Fontana, Pino Modica e di Cesare Pietroiusti. Con la mostra Forme di relazione a cura del critico Roberto Pinto, il concetto di relazione entra a far parte di innumerevoli ricerche successive e si addensano e si sperimentano intorno al Progetto Oreste e che oggi sono ormai patrimonio di tutta l'arte contemporanea.
Nell'ottobre 1993, a Orzinuovi, in provincia di Brescia, Roberto Pinto invitò: Piero Almeoni, Maurizio Donzelli, Emilio Fantin, Eva Marisaldi, Premiata Ditta (Vincenzo Chiarandà e Anna Stuart Tovini), Luca Quartana e Tommaso Tozzi. Per l'occasione fu pubblicato un piccolo catalogo con il titolo Forme di relazione edito dalle Edizioni Millelire.

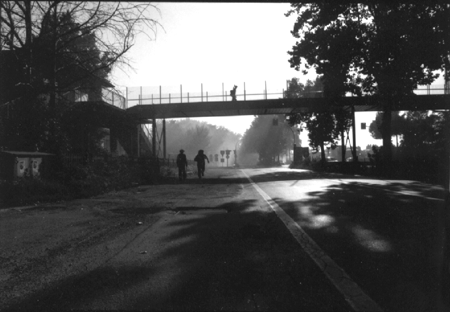
I territori attuali costituiscono il negativo della città costruita, aree interstiziali e di margine, spazi abbandonati o in via di trasformazione

Nel 1994 nasce Stalker, un collettivo di artisti e architetti che sperimentano con una modalità di intervento sperimentale e pratiche spaziali esplorative e relazionali. I territori attuali è stata una delle prime azioni del collettivo, durante la quale il gruppo ha camminato sessanta chilometri nella città di Roma per 5 giorni consecutivi, percorrendo "il lato scuro della città".

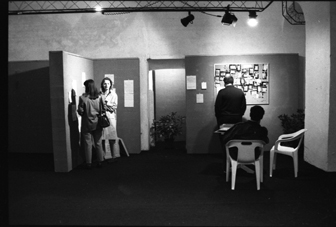
Apertura della mostra "Forme di relazione" a Orzinuovi, 1993

Sul finire degli anni novanta, altri due artisti, Massimo Silvano Galli e Michele Stasi, inaugurano, con l'agenzia Oficina - Making Reality, un'intensa stagione di riflessioni, progetti e opere d'arte relazionale direttamente immersi nel tessuto dell'intervento socio-culturale, come, tra le tante: "Cento Anni di Adolescenza", un'articolata opera-progetto finanziata dal Comune di Milano che, dal 2001 al 2005, in collaborazione con l'Università degli Studi di Milano-Bicocca, coinvolgerà oltre 2500 adolescenti nella creazione del proprio autoritratto.

## Estetica relazionale
Il critico e curatore francese Nicolas Bourriaud ha contribuito alla codificazione di questo tipo di arte. 
Negli ultimi anni il suo testo Estetica Relazionale è stato oggetto di grande interesse da parte di importanti riviste come October o Third Text e di un pubblico sia esperto che generico. Ciò è dimostrato dalle traduzioni in varie lingue successive alla prima pubblicazione francese (1998). 
Grazie alla diretta collaborazione con vari artisti Bourriaud è stato in grado di riconoscere ed evidenziare i caratteri peculiari che accomunano le loro opere senza definirne uno stile univoco ma piuttosto un orizzonte teorico nuovo rispetto al passato. Nel mondo contemporaneo, caratterizzato dalla comunicazione di massa e dalla progressiva omologazione della tipologia dei rapporti interpersonali ed economici, l'opera cosiddetta relazionale svolge la funzione di interstizio, uno spazio in cui si creano alternative di vita possibili.
Oltre a osservare le pratiche di numerosi artisti contemporanei (tra i quali Félix González-Torres, Rirkrit Tiravanija, Philippe Parreno, Liam Gillick, Carsten Höller) che definisce operatori di segni o semionauti, il critico dedica l'ultimo capitolo del suo saggio alla riflessione filosofica del francese Félix Guattari sull'estetica e sull'arte. 
Guattari, che durante i suoi studi collaborò assiduamente con l'amico Gilles Deleuze, parla dell'arte in relazione alla vita nella sua totalità. Partendo dalla sua pratica professionale di psicoanalista, riconosce il ruolo dell'opera artistica come elemento "terapeutico", utile a stimolare positivamente la soggettività per liberarla dall'alienazione e omologazione tipiche della realtà capitalistica.